# Egyszerűsített angol nyelvű Wikipédia
Az egyszerűsített angol nyelvű Wikipédia (Simple English Wikipedia) az angoltanulók és ‑tanárok igényei alapján született. Oldalai kevésbé bonyolultak, és a tanórákon olvasási gyakorlatként lehet őket használni, valamint a számítógépes munka során stb. lehet alkalmazni. Cikkeinek lefordított változatát kiindulásként is lehet használni a nem angol nyelvű Wikipédiákhoz.
Az egyszerűsített angol nyelvű Wikipédiának 20 adminja, 1 573 122 felhasználója van, melyből 1 510 fő az aktív szerkesztő. A lapok száma (beleértve a szócikkeket, vitalapokat, allapokat és egyéb lapokat is) 872 844, a szerkesztések száma pedig 10 126 538.

## Az egyszerűsített angol nyelvű Wikipédia lényege
Az egyszerűsített angol nyelvű Wikipédia az eredeti angol Wikipédiánál kevesebb szót és egyszerűbb nyelvtant használ. Azokat az olvasókat célozza meg, akik a Wikipédia tipikus felhasználóitól többnyire eltérnek, mások az igényeik, például akiknek nem anyanyelve az angol, illetve tanulók, gyerekek, alkalmi fordítók, vagy éppen akik tanulási nehézségekkel küzdenek.
Az egyszerűsített angol nyelvű Wikipédia cikkeinek jelentősebb fejlesztése csak akkor kezdődött, amikor már az eredeti angol Wikipédia több mint 150 000 szócikket tartalmazott, és több mint 15 000 szócikk volt már hét másik nyelvű változat mindegyikében is.
Az egyszerűsített angol nyelvű cikkekben rendszerint a meglévő szócikkek főbb vonatkozásai szerepelnek leegyszerűsített formában, nem pedig új, önálló cikkek. Az egyszerűsített angol nyelvű cikkek ezáltal egyfajta hatékony bevezetést nyújthatnak a bonyolultabb nyelvezetűekhez: akinek gondot okoz egy fogalom megértése az eredetiben, áttérhet az egyszerű változatra.

## Az egyszerűsített angol
Az egyszerűsített angol (Simple English) az angolhoz hasonlít, de csak könnyű szavak fordulnak benne elő.
A cikkeket pusztán az 1000 leggyakoribb és legalapvetőbb angol szó használatával és minél kevesebb bonyolult nyelvtani szerkezettel (tehát például rövidebb mondatokkal) tanácsos megfogalmazni, vagy érdemes valamely elterjedt rendszer bizonyos készségszintjéhez alkalmazkodni. Természetesen az eredeti szövegeket is szívesen látják; ezeket ilyenkor el lehet küldeni ebbe és a fő Wikipédiába egyaránt (ahol már a szokásos angolsággal lehet fogalmazni). A legtöbb szócikk megírásához kb. 2000 angol szót használnak fel a szerkesztők: ez a minimális szókincs, amellyel az angol nyelv teljesértékűen kifejezhető. Ez még mindig egyszerűbb nyelvi szint, mint amit az angolt idegen nyelvként tanuló diákok többsége pár hónapos oktatás után megért.

## Mérföldkövek
- 2001. szeptember 18. - elindul az oldal
- Jelenlegi szócikkek száma: 266 463